# 莫爾蘭 (愛達荷州)
莫爾蘭（英語：Moreland）是位於美國愛達荷州賓厄姆縣的一個人口普查指定地區。

## 地理
莫爾蘭的座標為43°11′49″N 112°26′07″W / 43.19694°N 112.43528°W，而該地最高點為海拔高度1390米（即4561英尺）。

## 人口
根據2010年美國人口普查的數據，莫爾蘭的面積為2.48平方千米，均為陸地。當地共有人口1278人，而人口密度為每平方千米515.32人。